# China World Trade Center Tower III
China World Trade Center Tower III là một tòa nhà chọc trời siêu cao với 81 tầng, 4 tầng ngầm và 30 thang máy ở Bắc Kinh, Trung Quốc. Đây là giai đoạn phát triển thứ ba của khu phức hợp Trung tâm Thương mại Thế giới Trung Quốc tại khu thương mại trung tâm quận Triều Dương của Bắc Kinh tại ngã ba đường Vành đai Đông Thứ ba và Phố ngoài Jianguomen (Jian Guo Men Wai Dajie). Tòa nhà đứng đầu ở độ cao 330,7 m (1.083 ft) vào ngày 29 tháng 10 năm 2007  và hoàn thành vào năm 2010. Tòa nhà này giống với Tòa tháp đôi ban đầu của Trung tâm Thương mại Thế giới ở Thành phố New York, đã bị phá hủy trong các vụ khủng bố 11 tháng 9 năm 2001. Đây là tòa nhà cao nhất ở Bắc Kinh.